# Lethe nicetella
Lethe nicetella är en fjärilsart som beskrevs av De Nicéville 1887. Lethe nicetella ingår i släktet Lethe och familjen praktfjärilar. Inga underarter finns listade i Catalogue of Life.